# 11 ربيع الأول
- السبت
- الأحد
- الاثنين
- الثلاثاء
- الأربعاء
- الخميس
- الجمعة

- 2731 أغسطس 2024
- 281 سبتمبر 2024
- 292 سبتمبر 2024
- 303 سبتمبر 2024
- 14 سبتمبر 2024
- 25 سبتمبر 2024
- 36 سبتمبر 2024
- 47 سبتمبر 2024
- 58 سبتمبر 2024
- 69 سبتمبر 2024
- 710 سبتمبر 2024
- 811 سبتمبر 2024
- 912 سبتمبر 2024
- 1013 سبتمبر 2024
- 1114 سبتمبر 2024
- 1215 سبتمبر 2024
- 1316 سبتمبر 2024
- 1417 سبتمبر 2024
- 1518 سبتمبر 2024
- 1619 سبتمبر 2024
- 1720 سبتمبر 2024
- 1821 سبتمبر 2024
- 1922 سبتمبر 2024
- 2023 سبتمبر 2024
- 2124 سبتمبر 2024
- 2225 سبتمبر 2024
- 2326 سبتمبر 2024
- 2427 سبتمبر 2024
- 2528 سبتمبر 2024
- 2629 سبتمبر 2024
- 2730 سبتمبر 2024
- 281 أكتوبر 2024
- 292 أكتوبر 2024
- 303 أكتوبر 2024
- 14 أكتوبر 2024

11 ربيع الأوَّل أو 11 ربيع الأنوار أو يوم 11 \ 3 (اليوم الحادي عشر من الشهر الثالث) هو اليوم السبعين من أيَّام السنة (أو الحادي والسبعين لو كان شهر صفر مُتممًا لليوم الثلاثين) وفق التقويم الهجري القمري (العربي). يبقى بعده 284 أو 285 يومًا لانتهاء السنة.

## أحداث
- 572هـ - السلطان السلجوقي قلج أرسلان الثاني ينتصر على الجيش البيزنطي انتصارًا كبيرًا في معركة «مريو كفالون» في الأناضول.
- 648هـ - استسلام قلعة حلب بعد سقوط مدينة حلب أمام هولاكو، وقد بذل الجنود في القلعة كل جهد لمنع السقوط.
- 1213هـ - نابليون بونابرت يصدر قرارًا بإنشاء المجمع العلمي في مصر.
- 1352هـ - السلطات الفرنسية في تونس المحتلة تسمح للتونسيين باستلام الإدارات العامة بنفس الشروط التي تطلب من الفرنسيين.
- 1362هـ - قوات الحلفاء تستولي على مدينة قفصة التونسية وذلك بعد طرد القوات الألمانية منها أثناء الحرب العالمية الثانية.
- 1364هـ - اغتيال رئيس الوزراء المصري «أحمد ماهر باشا» على يد أحد أعضاء الحزب الوطني؛ بسبب عرضه دخول مصر الحرب العالمية الثانية ضد ألمانيا.
- 1365هـ - اختيار مدينة نيويورك الأمريكية لتكون مقرًّا لمنظمة الأمم المتحدة، وقد تكلف إنشاء هذا المقر 65 مليون دولار في ذلك الوقت، واستغرق العمل فيه عدة سنوات.
- 1366هـ - رئيس الوزراء الأردني إبراهيم هاشم يقدم استقالته للملك عبد الله بن الحسين.
- 1398هـ -
  - اغتيال وزير الثقافة المصري الأديب يوسف السباعي في قبرص.
  - أمير دولة الكويت الشيخ جابر الأحمد الصباح يصدر أمر أميري بتعيين الشيخ سعد العبد الله السالم الصباح وليًا للعهد وذلك بعد مبايعة مجلس الوزراء له بعد تزكيته من قبل الأمير.
- 1414هـ - اكتمال بناء مسجد الحسن الثاني.
- 1425هـ - إندونيسيا تعاود إلقاء القبض على الداعية الإسلامي أبو بكر باعشير بعد 18 شهرًا قضاها في السجن نتيجة ضلوعة في تفجيرات بالي.
- 1432هـ - بدأ الاحتجاجات الشعبية في البحرين.
- 1433هـ - الجيش السوري يرتكب مجزرة في حي الخالدية والأحياء المحيطة به في حمص.
- 1437هـ - وفاة النائب الكويتي نبيل الفضل خلال جلسة لمجلس الأمة الكويتي.
- 1438هـ - مقتل 38 شخصاً وإصابة 166 آخرين جراء تفجيرين انتحاريين في بشكطاش وسط مدينة إسطنبول التركية.
- 1439هـ - اللاعب السوري عمر خربين يفوز بجائزة أفضل لاعب كرة قدم في آسيا لسنة 2017م.
- 1446هـ - فوز الرئيس عبد المجيد تبون بالانتخابات الرئاسية الجزائرية، إذ حصل على 84.30% من الأصوات وفقًا لإعلان المحكمة الدستورية.

## مواليد
- 145 هـ - نفيسة بنت الحسن، إحدى سيدات أهل البيت وحفيدة الإمام الحسن بن علي بن أبي طالب.
- 1293 هـ - آغا بزرك الطهراني، رجل دين وفقيه ومؤرِّخ شيعي إيراني.
- 1325 هـ - بدر لاما، ممثل فلسطيني.
- 1336 هـ - عمر الجيزاوي، مغني وممثل مصري.
- 1337 هـ - نور الدين الخياشي، رسام تونسي.
- 1353 هـ -
  - وجدي الحكيم، إعلامي مصري.
  - علي الشريف، ممثل مصري.
- 1381 هـ - نبال جزائري، ممثلة سورية.
- 1395 هـ - طارق الكرمي، شاعر فلسطيني.

## وفيات
- 230 هـ - عبد الله بن طاهر، أحد القادة العسكريين في العصر العباسي الأول، ومن مؤسسي الدولة الطاهرية.
- 918 هـ - بايزيد الثاني، السلطان العثماني الثامن.
- 1359 هـ - محمد طاهر الأتاسي، فقيه حنفي وقاضي شرعي وشاعر سوري.
- 1364 هـ - أحمد ماهر باشا، رئيس وزراء مصري.
- 1379 هـ - محمد القزلجي، عالِم وفقيه عراقي.
- 1398 هـ - يوسف السباعي، وزير الثقافة المصري.
- 1401 هـ - عبد الله النوري، عالم دين سنة كويتي.
- 1402 هـ - أحمد البشر الرومي، أديب كويتي.
- 1406 هـ - فرحات عباس، رئيس وزراء الجزائر.
- 1417 هـ - عبد الرحمن الضويحي، شاعر وممثل كويتي.
- 1423 هـ - عبد العزيز النمش، ممثل كويتي.
- 1431 هـ - مبارك بن محمد بن خليفة آل نهيان، وزير الداخلية الإماراتي الأسبق.
- 1436 هـ - عُمر كرامي، رئيس سابق للحكومة اللبنانية.
- 1437 هـ - نبيل الفضل، نائب كويتي.
- 1439 هـ - حسين نصار، أديب ومؤلف مصري.

## وصلات خارجية
- موقع قصة الإسلام: حدث في شهر ربيع الأوَّل.